# Symphurus gilesii
Symphurus gilesii és un peix teleosti de la família dels cinoglòssids i de l'ordre dels pleuronectiformes que viu al Pacífic occidental.